# Lophostachys guatemalensis
Lophostachys guatemalensis là một loài thực vật có hoa trong họ Ô rô. Loài này được Donn.Sm. mô tả khoa học đầu tiên năm 1901.